# MACA (Abiyán)
La MACA (en francés: Maison d’arrêt et de correction d’Abidjan) es el nombre que recibe un centro penitenciario construido en 1980 en la capital económica de Costa de Marfil, la ciudad de Abiyán y es la principal cárcel del país. Está situada en el barrio de Yopougon, al lado del bosque de Banco. Su capacidad máxima es de 1300 personas, aunque llegó a albergar a 5400 en 2011. Se la considera una de las cárceles más duras del país por el trato dado a los reclusos.